# Departamento de Tulumba
Departamento de Tulumba är en kommun i Argentina.   Den ligger i provinsen Córdoba, i den centrala delen av landet, 700 km nordväst om huvudstaden Buenos Aires. Antalet invånare är 12 211. Arean är 10 164 kvadratkilometer.
Terrängen i Departamento de Tulumba är varierad.
Trakten runt Departamento de Tulumba består i huvudsak av gräsmarker. Trakten runt Departamento de Tulumba är nära nog obefolkad, med mindre än två invånare per kvadratkilometer.